# Jaltomata biflora
Jaltomata biflora là loài thực vật có hoa trong họ Cà. Loài này được (Ruiz & Pav.) Benítez mô tả khoa học đầu tiên năm 1976.